# Dolichopus bayaticus
Dolichopus bayaticus är en tvåvingeart som beskrevs av Negrobov 1976. Dolichopus bayaticus ingår i släktet Dolichopus och familjen styltflugor. Inga underarter finns listade i Catalogue of Life.